# Benzociclobutadiene
Il benzociclobutadiene è il più semplice idrocarburo aromatico policiclico, essendo formato da un anello benzenico fuso a un anello di ciclobutene. È un composto antiaromatico, in quanto possiede struttura planare e 8 elettroni π coniugati (rispetta la regola dei 2n elettroni π, con n=4). Per questo motivo è molto reattivo. 
Dimerizza o polimerizza facilmente e si comporta da dienofilo nelle reazioni di Diels-Alder.